# تلذهب
تلذهب (به عربی: تلذهب) یک روستا در سوریه است که در استان حمص واقع شده‌است. تلذهب ۱۲٬۰۵۵ نفر جمعیت دارد.